# Lise Cabble

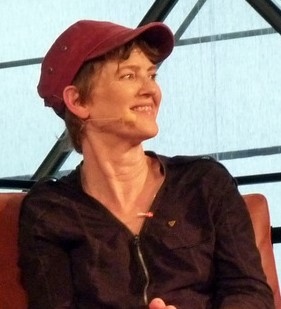
Lise Cabble (2013)

Lise Cabble (* 10. Januar 1958 in Amager) ist eine dänische Sängerin und Songwriterin. Bekannt wurde sie vor allem durch ihre Mitautorenschaft an Only Teardrops, dem Gewinnersong des Eurovision Song Contest 2013, sowie an weiteren erfolgreichen ESC-Songs.

## Karriere
Cabble war in den 1980ern Mitglied der Band Clinic Q sowie anschließend zwischen 1986 und 1997 Leadsängerin in der Rockband Miss B. Haven. Im Jahre 1996 schrieb Cabble zusammen mit ihrer Bandkollegin Mette Mathiesen die Musik zur Theateraufführung Danmarks Krøniken. Daneben schreibt sie immer wieder Songs für verschiedene Künstler der dänischen Pop- und Rockmusikszene, darunter Sanne Salomonsen, Michael Learns to Rock oder Celina Ree.
Einen Großteil ihres musikalischen Schaffens nimmt die Autorentätigkeit für eine Vielzahl von Acts beim Dansk Melodi Grand Prix ein, von denen vier Titel den Wettbewerb gewinnen und somit für Dänemark beim Eurovision Song Contest antreten konnten. Beim ESC 1995 konnte Aud Wilken mit dem Titel Fra Mols til Skagen, geschrieben wiederum zusammen mit Mette Mathiesen, den 5. Platz erreichen. Ihr Song New Tomorrow brachte der Band A Friend in London beim ESC 2011 ebenfalls einen 5. Platz ein. Zusammen mit Julia Fabrin Jakobsen und Thomas Stengaard schrieb Cabble den Titel Only Teardrops, mit dem Emmelie de Forest 2013 den ESC für Dänemark gewinnen konnte. Beim ESC 2019 war sie zudem Koautorin des Titels Love Is Forever, mit dem Leonora einen 12. Platz erzielen konnte.